# 21148 Billramsey
21148 Billramsey è un asteroide della fascia principale. Scoperto nel 1993, presenta un'orbita caratterizzata da un semiasse maggiore pari a 2,6891209 UA e da un'eccentricità di 0,1870752, inclinata di 12,86197° rispetto all'eclittica.